# Zhou Wenzhong

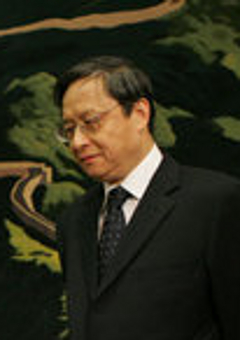
Zhou Wenzhong, 2010

Zhou Wenzhong (chinesisch 周文重, Pinyin Zhōu Wénzhòng; * August 1945 in Jiangsu) ist ein chinesischer Politiker und Diplomat. Von 2005 bis 2010 war er Botschafter der Volksrepublik China in den USA.
Zhou Wenzhong ist seit 1970 im diplomatischen Dienst der Volksrepublik China tätig. Nach einem zweijährigen Studienaufenthalt an der University of Bath und der London School of Economics and Political Science in Großbritannien war er von 1975 bis 1978 im Außenministerium beschäftigt. Bis 1983 war er Attaché und Dritter Sekretär in der Botschaft Chinas in den USA. 1983 kehrte in für vier Jahre in das Außenministerium zurück und wurde 1987 zum stellvertretenden Generalkonsul in San Francisco ernannt. 1990 wurde er Botschafter Chinas in Barbados und Antigua und Barbuda. Nach drei Jahren kehrte er nach China zurück und war bis 1994 stellvertretender Generaldirektor der Abteilung 'Nordamerikanische und ozeanische Angelegenheiten' des Außenministeriums. Anschließend war er bis 1995 Generalkonsul Chinas in Los Angeles. Es folgten drei Jahre als Gesandter in der chinesischen Botschaft in Washington, D.C. 1998 wurde Zhou Wenzhong schließlich zum Botschafter Chinas in Australien ernannt. 
2001 wurde Zhou Wenzhong Staatssekretär im Außenministerium; 2003 wurde er zum Vizeaußenminister der Volksrepublik China ernannt. 2005 tauschte er seinen Posten mit Yang Jiechi und war seitdem Botschafter der Volksrepublik China in den USA.